# Carola Schouten
Cornelia Johanna (Carola) Schouten ('s-Hertogenbosch, 6 oktober 1977) is een Nederlands burgemeester, voormalig minister en oud-parlementariër. Ze is lid van de ChristenUnie. Sinds 10 oktober 2024 is ze burgemeester van Rotterdam. Schouten was van 2017 tot 2022 minister van Landbouw, Natuur en Voedselkwaliteit in het kabinet-Rutte III. Ze was van 2022 tot 2024 minister voor Armoedebeleid, Participatie en Pensioenen in het kabinet-Rutte IV. In beide kabinetten was ze tevens vicepremier. Voordat ze minister werd was ze vanaf 2011 Tweede Kamerlid.

## Levensloop
Schouten groeide op in Giessen in Noord-Brabant, samen met haar twee zussen. Vanaf 1985 runde haar moeder de melkveehouderij na het overlijden van haar vader. Ze ging van 1989 tot 1995 naar het vwo op het Altena College. In 1995 verhuisde ze naar de Rotterdamse wijk Spangen. Ze studeerde van 1995 tot 2006 bedrijfskunde aan de Erasmus Universiteit Rotterdam met als hoofdvak business-society management en bijvakken als maatschappelijke geschiedenis en reformatorische wijsbegeerte. Zij was daar lid van studentenvereniging Vereniging van Gereformeerde Studenten (VGSR). In 2000 studeerde ze bedrijfskunde aan de Universiteit van Tel Aviv. Daar werd zij zwanger van een zoon.
Schouten vervulde vanaf 2000 tijdens haar studie diverse functies bij het ministerie van Sociale Zaken en Werkgelegenheid, onder andere als beleidsmedewerker werk en inkomen. Ze trad vervolgens in 2006 als beleidsmedewerker in dienst van de Tweede Kamerfractie van de ChristenUnie; zij was onder andere senior beleidsmedewerker financiën en sociale zaken en coördinator beleid. Ze was lid van de commissie verkiezingsprogramma van de ChristenUnie. In 2010 was ze verkiesbaar voor de Tweede Kamerverkiezingen 2010 en stond op de zesde plaats op de ChristenUnie-kandidatenlijst. De ChristenUnie verloor een zetel en kwam op vijf, waardoor Schouten niet in de Kamer kwam.
Schouten was onder meer oprichter en lid van het Ondernemersnetwerk binnen de ChristenUnie, lid van de raad van toezicht van de Gereformeerde Scholengemeenschap Randstad, lid van het bestuur van de Stichting Gabriël Financiële Bescherming en lid van de raad van advies van de Stichting Elah.

## Tweede Kamerlid

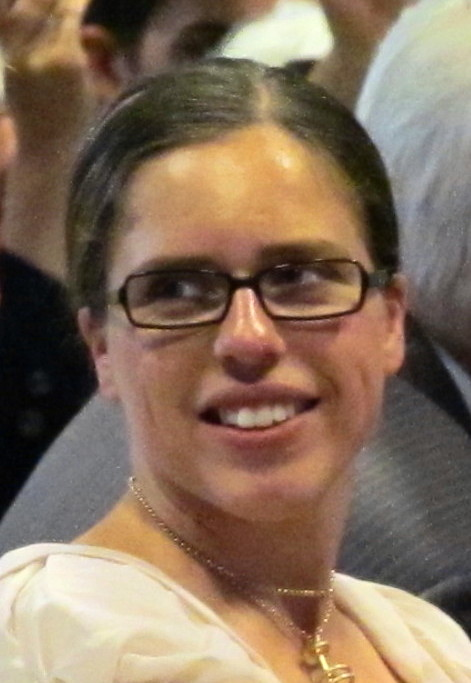
Schouten in 2011

Nadat fractievoorzitter André Rouvoet op 17 mei 2011 het parlement verliet, kwam Schouten alsnog in de Tweede Kamer. Op 18 mei 2011 werd zij beëdigd. Schouten kreeg het woordvoerderschap inzake Hoger Onderwijs, Justitie, Economie en Innovatie, Financiën en Pensioenen. Haar maidenspeech hield ze op 24 mei en deze ging over de kwaliteit van het hoger beroepsonderwijs. Op 9 juni dat jaar opperde zij om een snelle herstructurering van de Griekse schulden in gang te zetten, oftewel een (gedeeltelijke) kwijtschelding. Aan het einde van het jaar werd ze door de parlementaire pers verkozen tot "Politiek talent van het jaar 2011".
Op 26 en 27 april 2012 was Schouten de medeonderhandelaar van de ChristenUnie naast Arie Slob voor het zogeheten Lenteakkoord. Bij de Tweede Kamerverkiezingen 2012 werd zij met ruim 16.000 stemmen herkozen. In november 2015 werd Schouten voorzitter van een Kamercommissie die onderzoek ging doen naar het lekken van geheime informatie uit de Commissie voor de Inlichtingen- en Veiligheidsdiensten (de commissie-Stiekem). De commissie kreeg dezelfde bevoegdheden als een parlementaire enquêtecommissie. Op 20 januari 2016 werden de bevindingen van de commissie-Schouten gepresenteerd. Bij de kabinetsonderhandelingen van 2017 was zij, als enige vrouw, medeonderhandelaar namens haar partij, naast hoofdonderhandelaar Gert-Jan Segers.

## Minister in kabinet-Rutte III
Na afronding van de kabinetsonderhandelingen trad Schouten toe tot het kabinet-Rutte III als vicepremier namens de ChristenUnie en minister van het opnieuw opgerichte Landbouw, Natuur en Voedselkwaliteit. Tijdens haar ministerschap ontwikkelden zich verschillende ingewikkelde dossiers, waaronder fraude met fosfaatrechten door melkveehouders, een Europees verbod op pulskorvisserij en het ongeldig verklaren van het Programma Aanpak Stikstof dat leidde tot de stikstofcrisis.
Schouten werd coördinerend bewindspersoon op dat dossier, waarin haar departement de meest ingrijpende maatregelen moest nemen. Ging het terugbrengen van de maximumsnelheid op de autowegen door VVD-collega Cora van Nieuwenhuizen vrij soepel, Schouten kreeg te maken met een reeks boerendemonstraties, soms met een dreigend karakter. Ze kwam met een vrijwillige opkoopregeling van landbouwgrond rond kwetsbare natuurgebieden, maar daarvan werd veel minder gebruikgemaakt dan gehoopt. Bovendien bleek uit cijfers van het CBS dat door uitbreidingen elders de veestapel nauwelijks was geslonken. Schouten concludeerde, dat onteigening niet meer kon worden uitgesloten, maar dat dat aan het volgende kabinet zou zijn. Zelf was Schouten weer secondant van fractievoorzitter Segers in de kabinetsformatie.

## Minister in kabinet-Rutte IV
In het kabinet-Rutte IV werd ze wederom vicepremier en verruilde ze het ministerschap van Landbouw, Natuur en Voedselkwaliteit voor het ministerschap voor Armoedebeleid, Participatie en Pensioenen. Op 5 september 2022 stapte partijgenoot Henk Staghouwer op als minister van Landbouw, Natuur en Voedselkwaliteit, waarna Schouten diens taken tijdelijk waarnam tot Piet Adema op 3 oktober 2022 aantrad. Als minister voor Armoedebeleid, Participatie en Pensioenen was zij verantwoordelijk voor de Wet toekomst pensioenen (Wtp), die in werking trad op 1 juli 2023. Het geldt als de grootste hervorming van het Nederlandse pensioenstelsel ooit. Op 14 juli 2023 kondigde Schouten haar vertrek uit de politiek aan, maar wilde aanblijven als demissionair minister totdat er een nieuw kabinet was. Dat kabinet kwam er op 2 juli 2024.

## Burgemeester van Rotterdam
Op 4 juli 2024 werd Schouten door de gemeenteraad van Rotterdam voorgedragen als burgemeester. Op 10 oktober dat jaar werd ze geïnstalleerd.

## Persoonlijk
Schouten is ongehuwd en heeft een zoon. Ze is lid van de Nederlandse Gereformeerde Kerken.
- Parlement.com: vif4b83nbxyq
- Virtual International Authority File: 18148268163905112075